# Scottish Football League Division Two
Die Scottish Division Two war von 1893 bis 1975 die zweithöchste Fußballliga innerhalb der Scottish Football League.
In der Liga spielten bis zu den 1900er zehn Mannschaften, in der Folge wurde die Meisterschaft auf 11, 12, 14, 18 und 20 Teams aufgestockt. Wie die Teilnehmerzahl, variierte auch die Anzahl der Aufsteiger in die Division One.
Nach dem Ende der Saison 1974/75 wurde das Ligasystem in Schottland geändert. Durch die Gründung der Premier Division wurde aus der zweitklassigen Scottish Division Two die First Division.

## Meister der Division Two
- 1893/94 – Hibernian Edinburgh
- 1894/95 – Hibernian Edinburgh
- 1895/96 – FC Abercorn
- 1896/97 – Partick Thistle
- 1897/98 – FC Kilmarnock
- 1898/99 – FC Kilmarnock
- 1899/1900 – Partick Thistle
- 1900/01 – FC St. Bernard’s
- 1901/02 – Port Glasgow Athletic
- 1902/03 – Airdrieonians FC
- 1903/04 – Hamilton Academical
- 1904/05 – FC Clyde
- 1905/06 – Leith Athletic
- 1906/07 – FC St. Bernard’s
- 1907/08 – Raith Rovers
- 1908/09 – FC Abercorn
- 1909/10 – Leith Athletic
- 1910/11 – FC Dumbarton
- 1911/12 – Ayr United
- 1912/13 – Ayr United
- 1913/14 – FC Cowdenbeath
- 1914/15 – FC Cowdenbeath
- 1921/22 – Alloa Athletic
- 1922/23 – FC Queen’s Park
- 1923/24 – FC St. Johnstone
- 1924/25 – Dundee United
- 1925/26 – Dunfermline Athletic
- 1926/27 – FC Bo’ness
- 1927/28 – Ayr United
- 1928/29 – Dundee United
- 1929/30 – Leith Athletic
- 1930/31 – Third Lanark
- 1931/32 – FC East Stirlingshire
- 1932/33 – Hibernian Edinburgh
- 1933/34 – Albion Rovers
- 1934/35 – Third Lanark
- 1935/36 – FC Falkirk
- 1936/37 – Ayr United
- 1937/38 – Raith Rovers
- 1938/39 – FC Cowdenbeath
- 1946/47 – FC Dundee
- 1947/48 – FC East Fife
- 1948/49 – Raith Rovers
- 1949/50 – Greenock Morton
- 1950/51 – Queen of the South
- 1951/52 – FC Clyde
- 1952/53 – Stirling Albion
- 1953/54 – FC Motherwell
- 1954/55 – Airdrieonians FC
- 1955/56 – FC Queen’s Park
- 1956/57 – FC Clyde
- 1957/58 – Stirling Albion
- 1958/59 – Ayr United
- 1959/60 – FC St. Johnstone
- 1960/61 – Stirling Albion
- 1961/62 – FC Clyde
- 1962/63 – FC St. Johnstone
- 1963/64 – Greenock Morton
- 1964/65 – Stirling Albion
- 1965/66 – Ayr United
- 1966/67 – Greenock Morton
- 1967/68 – FC St. Mirren
- 1968/69 – FC Motherwell
- 1969/70 – FC Falkirk
- 1970/71 – Partick Thistle
- 1971/72 – FC Dumbarton
- 1972/73 – FC Clyde
- 1973/74 – Airdrieonians FC
- 1974/75 – FC Falkirk